# RAR
RAR — проприетарный формат сжатых данных и условно-бесплатная программа-архиватор. Версия для Microsoft Windows распространяется в составе многоформатного архиватора с графическим интерфейсом — WinRAR.

## История
Формат разработан российским программистом Евгением Рошалом (отсюда и название: Roshal ARchiver). Он написал программу-архиватор для упаковки/распаковки RAR — изначально для DOS, затем и для других операционных систем.
С 2004 года авторские права на RAR и WinRAR принадлежат старшему брату Евгения — Александру:
Сразу отвечу на возможные вопросы по поводу изменения копирайта: просто у меня нет времени заниматься и разработкой, и вопросами, связанными с защитой копирайта. Разработкой я продолжаю заниматься как и раньше, так что для пользователей RAR в этом плане ничего не меняется.Евгений Рошал

## Основные возможности
- Создание, изменение и распаковка архивов RAR.
- Создание и распаковка многотомных (состоящих из нескольких частей) архивов RAR, что может пригодиться для записи архива на носители небольшого объёма (оптические диски, флэш-накопители и т.п.).
- Практически полное отсутствие ограничений на количество файлов в архиве и их объём.
- Создание самораспаковывающихся (SFX) архивов, для извлечения содержимого которых нужно просто запустить файл SFX-архива как обычный исполняемый EXE-файл.
- Создание «непрерывных» (solid) архивов (в том числе многотомных), файлы в которых при обработке рассматриваются как единый непрерывный поток данных. Это позволяет достигать значительно более высокой степени сжатия при упаковке большого количества однотипных файлов, причём «непрерывные» архивы могут быть как обычными, так и самораспаковывающимися (SFX).
- Дополнительно добавляемые в архив служебные данные для восстановления, позволяющие восстанавливать архив при его физическом повреждении.
- Создание особых томов (файлов .rev) для восстановления многотомных архивов. С помощью одного файла .rev можно восстановить любой повреждённый или даже отсутствующий том многотомного архива, два файла .rev позволяют восстановить любые два тома, и т.д.
- Парольная защита содержимого RAR-архивов с использованием алгоритма шифрования AES, включая шифрование оглавления и служебной информации, так что без указания правильного пароля невозможно даже просмотреть оглавление архива.
- Добавление комментария к архиву, хранение и восстановление прав доступа NTFS и др.
- Добавление в архивы (RAR5) хеш-сумм BLAKE2 для практически полной гарантии точной идентификации файлов (в отличие от контрольных сумм CRC32, которые могут быть легко подделаны).
- Добавление в архивы (RAR5) служебной информации, ускоряющей их открытие (вывод оглавления), что особенно заметно для крупных архивов с большим количеством файлов.

RAR версии 4.x мог использовать алгоритм PPMd (также применяется в архиваторах 7-Zip и WinZip) для упаковки текстовых данных. Он обеспечивает высокую степень сжатия, но медленный как в упаковке, так и в распаковке. Для архивов формата RAR5 эта возможность отсутствует.

## UnRAR
Исходный код распаковщика UnRAR выпущен под лицензией, разрешающей свободное распространение и изменение при условии, что он не будет использован для написания совместимого упаковщика. Тем не менее существует версия RAR, работающая на компьютере ZX Spectrum с процессором Z80 (ZXRAR). Метод сжатия так и остаётся «закрытым» для пользователей PC и открытым для ZX Spectrum (только RAR v2). Программа для сжатия и распаковки существует для множества платформ: Windows, Linux, FreeBSD, macOS, Android; также имеются средства сторонних производителей для распаковки RAR-архивов, например плагин 7-Zip.
В 2011 году в свободном комплекте утилит для распаковки архивов «The Unarchiver» появилась поддержка RAR v3.